# Mencius
Mencius (latinisering van Mengzi (Meester Meng); traditioneel: 372 v.Chr.-289 v.Chr.) was een Chinese wijsgeer tijdens de Periode van de Strijdende Staten en wordt sinds de 12e eeuw beschouwd als de belangrijkste confucianistische denker na Confucius zelf. Hij benadrukte de oorspronkelijke goedheid van de menselijke natuur en de invloed die uitwendige factoren konden hebben op de ontwikkeling daarvan. Hij systematiseerde de confucianistische deugdenleer tot vier hoofddeugden, (mede)menselijkheid, plichtsbetrachting, ceremonieel gedrag en inzicht. In zijn staatsleer stelde hij dat heersers een constante zorg voor het volk dienden te hebben door het voeren van een 'humane' politiek. Zijn uitspraken zijn bewaard gebleven in De Mencius.

## Biografie
De biografie van Mencius bevindt zich in hoofdstuk 74 van de Shiji, maar lijkt voor het grootste deel te zijn overgenomen van de Mencius. Mencius behoorde tot de familie 'Meng' (孟, ook wel 'Mengsun', 孟孫), die tot het begin van de 4e eeuw v.Chr. (dus ten tijde van Confucius) een belangrijke positie bekleedde in Lu, de staat waar Confucius vandaan kwam. De tak waar Mencius toe behoorde woonde sindsdien in Zhou, een klein staatje dat net als Lu ten zuidwesten van het schiereiland Shandong lag. Mencius volgde zijn studie met de kleinzoon van Confucius. Hij trok als privéleraar in een grote stoet van vele karren en mensen (aanhangers en studenten) door diverse staten. Door de lokale heersers werden zij met alle egards ontvangen, maar geen van hen omarmde zijn ideeën. Mencius wees hen erop dat zij slechts regeerden met een hemels mandaat en dat tegenspoed hun deel zou worden als zij verzaakten dit mandaat op verantwoordelijke wijze te vervullen.

### Data en namen
De Shiji vermeldt geen geboortejaar of jaar van overlijden. De meest gebruikelijke jaartallen zijn genomen uit de annalistische biografie van Mencius ('Mengzi Nianpu', 孟子年譜, een strikt chronologische opsomming van feiten uit het leven van Mencius), die in de 14e eeuw was geschreven door ?Cheng Fuxin (1279-1368). Hij nam als geboortedatum de tweede dag van de vierde maand van het jaar 372 v.Chr. en als datum van overlijden de vijftiende dag van de elfde maand van het jaar 289 v.Chr. Sindsdien worden deze data vermeld als geboorte- en sterfdatum van Mencius.
Door jezuïeten werd 'Mengzi' ('Meester Meng') gelatiniseerd tot 'Mencius'. Zijn persoonlijke naam was Ke en omdat zijn familienaam 'Meng' luidde, was zijn persoonsnaam Meng Ke. Volgens een (onjuiste?) traditie uit de derde eeuw v.Chr. zou zijn omgangsnaam Ziche (子車, ook wel geschreven als 'Ziyu', 子輿 of 'Ziju', 子居) zijn geweest.

### Tradities over zijn opvoeding
De persoonsnaam van zijn vader was 'Meng Ji' (孟激), zijn moeder had als clannaam 'Zhǎng', (仉氏, Zhang shi). Volgens een bericht in de Mencius zou Mencius zelf hebben gezorgd voor de begrafenis van zijn vader. Volgens een andere overlevering zou zijn vader echter gestorven zijn toen Mencius nog klein was en heeft zijn moeder gezorgd voor zijn opvoeding. Hierover vertelt een vers uit de Sanzijing, dat eeuwenlang door elk schoolgaand kind uit het hoofd moest worden geleerd:
| Traditioneel (Vereenvoudigd) | Pinyin      | Vertaling                                  |
| ---------------------------- | ----------- | ------------------------------------------ |
| 昔孟母 (昔孟母)              | xí mèng mŭ  | In vroegere tijden de moeder van Mencius   |
| 择鄰处 (择邻处)              | zé lín chù  | ze koos een buurt om er te wonen.          |
| 子不學 (子不学)              | zĭ bù xué   | Haar kind wilde niet leren                 |
| 斷機杼 (断机杼)              | duàn jī zhù | ze brak de schietspoel van het weefgetouw. |

Volgens deze traditie wisselde de moeder van Mencius drie maal van woonplaats. Eerst woonde zij in de buurt van een begraafplaats zodat de jongen de begrafenisrituelen kon zien. Vervolgens woonde ze aan een marktplein, waar hij de verkopers bezig kon zien. Ten slotte ging ze in de buurt van een school wonen om hem zin in het leren te geven en te laten zien hoe een leerling zich diende te gedragen. Toen hij op de vraag van zijn moeder hoe het met de studie ging een onverschillig antwoord gaf sneed zij de lap stof die zij op dat moment aan het weven was doormidden. Ze zei dat ze bij het weven van de lap dezelfde onverschilligheid had gehad als haar zoon had getoond bij het leren. Vanwege haar opvoeding van Mencius kreeg zij later binnen de confucianistische traditie een voorbeeldfunctie als modelmoeder toebedeeld.
Volgens de Shiji zou Mencius onderwijs hebben gehad van leerlingen van Zisi (子思, 481-402 v.Chr.), een kleinzoon van Confucius. Daarmee zou hem de leer op direct wijze zijn overgedragen.

## De leer van Mencius
Mencius veroordeelde tirannie als een systeem dat 'beesten mensen doet eten'. Een koning die niet door het volk werd gedragen verdiende het om ter dood te worden gebracht. De groeiende sociale tegenstellingen verontrustten hem. Het principe van toegenegenheid dat bestuurders volgens het confucianisme aan de dag moesten leggen, werd door hem verder uitgebouwd. Het onderscheid tussen de heersende klasse en onderdanen en de morele codes waaraan zij gebonden zijn, waren volgens Mencius voorbeschikt: ‘Zij die met hun geest arbeid verrichten regeren anderen, zij die met hun handen arbeid verrichten, worden door anderen geregeerd’.
Mencius droeg ideeën aan om de corrumpering van de macht tegen te gaan. Allereerst moest een heerser zelf een onbaatzuchtige, deugdzame houding aan de dag leggen omdat egoïsme anders naar de andere lagen van samenleving zou overslaan. Een respectvolle behandeling en proportionele beloning bracht volgens Mencius rechtgeaarde ambtenaren voort. Ministers moesten een zekere onafhankelijke positie jegens hun vorst hebben wat het beste kon bevorderd door deze posities erfelijk te maken.
Mencius had een dubbele houding tegenover oorlog. Moorddadigheid verafschuwde hij, maar tegelijkertijd zag hij ook dat oorlogen tussen de Strijdende Staten bijdroegen aan de hereniging van het land. Alleen de heerser die met hetzelfde gevoel van afschuw toch uit noodzaak oorlog voerde zou volgens Mencius overwinnen.
Hij hechtte veel waarde aan een goede economie die leed onder het constante weglopen van arbeiders. Iedereen moest volgens Mencius over voldoende eigendom kunnen beschikken om in zijn bestaan te voorzien (voor een familie 100 mu grond). Hierdoor zouden arbeiders ook geen behoefte hebben om te verhuizen. Mencius had een kleinschalige, agrarisch, feodale economie voor ogen.
Hij legde de nadruk op de goedheid van de mens die over aangeboren toegenegenheid, rechtgeaardheid, fatsoen en wijsheid beschikt. Door een juiste opvoeding kan die volledig tot uiting komen. Volgens hem is die opvoeding en vooral de ethisch verrijkte omgeving waar die opvoeding tot stand moet komen een taak van de overheid. Hierbij moest vooral plicht en respect naar ouders, ouderen en hulpbehoevenden worden bijgebracht. Alleen op deze wijze zou een welvarende en sterke staat kunnen ontstaan.

## Nederlandse vertaling
- Mencius, inleiding, vertaling, commentaar door Karel van der Leeuw, 2008. ISBN 9789055736904 (integrale vertaling uit de grondtekst)

- Bibsys: 90556641
- Biblioteca Nacional de España: XX1028738
- Bibliothèque nationale de France: cb11915581g (data)
- Catàleg d'autoritats de noms i títols de Catalunya: 981058525812706706
- CiNii: DA01020524
- Gemeinsame Normdatei: 118933558
- International Standard Name Identifier: 0000 0004 2659 4695
- Library of Congress Control Number: n81060110
- Nationale Bibliotheek van Letland: 000125240
- Bibliotheek van het Japanse parlement: 00626576
- Nationale Bibliotheek van Tsjechië: jn20011211139
- Nationale bibliotheek van Australië: 35346470
- Nationale Bibliotheek van Israël: 987007265373905171
- Nederlandse Thesaurus van Auteursnamen: 139136568
- Réseau des bibliothèques de Suisse occidentale: 02-A005491524
- LIBRIS: 76495
- SNAC: w64s182k
- Système universitaire de documentation: 027023044
- Trove: 920259
- Virtual International Authority File: 22145766
- WorldCat: E39PCjGB9BDggVcpcMprG9VxKq